# Карасёва, Ольга Дмитриевна
Ольга Дмитриевна Карасёва (Харлова) (род. 24 июля 1949, Москва) — советская гимнастка, олимпийская чемпионка 1968, чемпионка мира, заслуженный мастер спорта СССР, судья международной категории (1976), преподаватель.

## Спортивные достижения
Олимпийские игры
| Год  | Абсолютное | Командное | Опорный прыжок | Брусья | Бревно | Вольные упражнения |
| ---- | ---------- | --------- | -------------- | ------ | ------ | ------------------ |
| 1968 | 7          | 1         | 10             | 7      | 18     | 5                  |

Выступления на чемпионатах мира и Европы и первенствах СССР:
| Год  | Первенство       | Абсолютное | Командное | Опорный прыжок | Брусья | Бревно | Вольные упражнения |
| ---- | ---------------- | ---------- | --------- | -------------- | ------ | ------ | ------------------ |
| 1966 | Чемпионат мира   | 13         | 2         |                |        |        |                    |
| 1967 | Чемпионат СССР   | 7          |           |                |        |        | 3                  |
| 1969 | Чемпионат Европы | 2          |           | 3              | 2      | 2      | 1                  |
| 1969 | Чемпионат СССР   | 4          |           |                | 4      |        | 1                  |
| 1969 | Кубок СССР       | 3          |           |                |        |        |                    |
| 1970 | Чемпионат мира   | 8          | 1         |                |        |        | 2                  |
| 1970 | Чемпионат СССР   | 7          |           | 6              |        | 4      | 1                  |
| 1971 | Чемпионат СССР   | 2          |           | 2              |        | 1      | 1                  |
| 1971 | Кубок СССР       | 3          |           |                |        |        |                    |

## Биография
Воспитанница Ивана Журавлёва. 
Окончила Московский областной педагогический институт, факультет иностранных языков, преподаватель французского языка (1973). Замужем за другим советским гимнастом — Валерием Карасёвым.
С 1972 года работала переводчиком и референтом по спортивной гимнастике Международного управления Спорткомитета СССР.
С 2005 года — член Российской кинологической федерации.
С 2008 — ответственный секретарь Национального клуба пород рассел терьеров и Московской кинологической общественной организации «Рассел терьер плюс».

## Награды
- Звание заслуженный мастер спорта СССР (1970).